# Erioptera (Erioptera) badicincta
Erioptera (Erioptera) badicincta is een tweevleugelige uit de familie steltmuggen (Limoniidae). De soort komt voor in het Afrotropisch gebied.